# Honky's Ladder
Honky's Ladder è un EP del gruppo statunitense degli Afghan Whigs, pubblicato nel 1996 dalla Elektra Records. Il pezzo If I Only Had A Heart è una cover tratta dal film The Wizard of Oz (1939), cantata originariamente da Jack Haley e Adriana Caselotti. Creep è una cover delle TLC dal loro album Crazy Sexy Cool (1994). Le versioni non editate di Honky's Ladder e Blame, Etc. compaiono nell'album Black Love del 1996. La versione editata di Honky's Ladder dura circa un minuto in meno della versione album, e la parola motherfucker è stata sostituita da un gemito della pornostar Tori Wells. Honky's Ladder (versione album) non compare nella edizione inglese.

## Tracce
1. Honky's Ladder (edit) (Dulli) - 3:19
2. Blame, Etc. (edit) (Dulli) - 4:12
3. If I Only Had A Heart (Arlen/Harburg) - 5:00
4. Creep (Austin) - 3:41
5. Honky's Ladder (versione album) (Dulli) - 4:16

## Formazione

### Gruppo
- Greg Dulli - voce, chitarra, percussioni
- Rick McCollum - chitarra
- John Curley - basso, arpa, cori
- Paul Buchignani - batteria, percussioni, congas

### Altri musicisti
- Harold Chichester - organo, clavinet, pianoforte, cori
- Doug Falsetti - cori
- Jeff Powell - cori in Blame, Etc.
- Barbara Hunter - violoncello in Blame, Etc.
- Tracey Maloney - cori in If I Only Had A Heart